# 크림슨코쥐속
크림슨코쥐속(Bibimys)은 비단털쥐과 목화쥐아과에 속하는 설치류 속이다. 3종을 포함하고 있으며 아르헨티나와 브라질, 파라과이에서 발견된다.

## 특징
작은 설치류로 꼬리를 제외한 몸길이가 76~107mm이고 꼬리 길이는 65~85mm이다. 몸무게는 최대 40g이다.

## 하위 종
- 차코크림슨코쥐 (Bibimys chacoensis)
- 큰입술크림슨코쥐 (Bibimys labiosus)
- 토레스크림슨코쥐 (Bibimys torresi)